# Тритон (интервал)

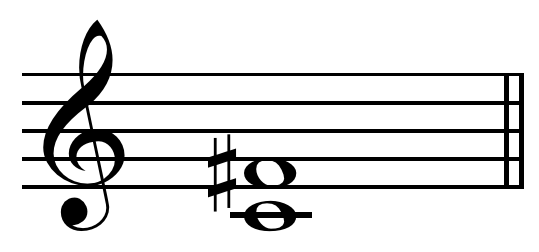
Увеличенная кварта

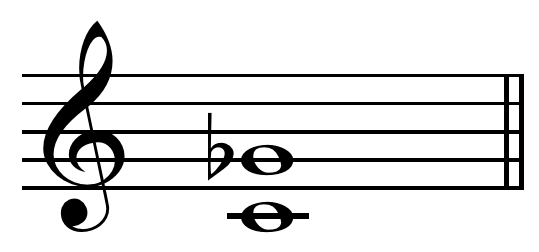
Уменьшённая квинта

Трито́н (лат. tritonus — состоящий из трёх тонов) — музыкальный интервал, равный трём целым тонам. Качественные оценки тритона и рецепты его практического употребления в истории музыки менялись. В григорианской монодии тритон в прямом движении  (например, ход f-g-a-h) не допускался. В старинном двухголосии тритон оценивался как резкий диссонанс и нуждался в коррекции (превращению в кварту либо квинту). В мажорно-минорной тональности тритон допускался при условии его употребления в составе септаккордов (доминантсептаккорда, уменьшённого вводного, малого и других), которые рассматривались как мягкие диссонансы, нуждающиеся в разрешении. В 12-тоновой музыке (например, в Нововенской школе) тритон употреблялся свободно наряду с другими диссонансами.

## Общие сведения
Увеличенная кварта — интервал шириной в четыре ступени, встречающийся в диатоническом звукоряде в виде исключения, так как все остальные шесть кварт этого звукоряда являются чистыми и имеют два с половиной тона. Среди хроматических интервалов увеличенная кварта также составляет исключение, так как энгармонически равна уменьшённой квинте (тогда как все другие хроматические интервалы энгармонически равны диатоническим).
Уменьшённая квинта — интервал шириной в пять ступеней, являющийся обращением увеличенной кварты, для которого также справедливо всё вышесказанное.

## Тритоны в мажорно-минорнойтональности

### Диатонические и условно-диатонические пары тритонов
В натуральном мажоре диатонические тритоны строятся на IV и VII ступенях, а в натуральном миноре — на VI и II ступенях. В гармонических видах вследствие повышения (в миноре) или понижения (в мажоре) на полутон диатонического звука образуются тритоны на VI пониженной и II ступенях в гармоническом мажоре и на VII повышенной и IV ступенях в гармоническом миноре. Тритоны натурального и гармонического видов мажора и минора являются наиболее употребимыми в музыкальной практике. Последние И. В. Способин в своём учебнике по Элементарной теории музыки причисляет к «характерным интервалам» гармонического мажора и гармонического минора.
В мелодических разновидностях также появляется новая пара тритонов. Верхний тетрахорд мелодической мажорной гаммы образуется с использованием VII пониженной ступени, а верхний тетрахорд мелодической минорной — с использованием VI повышенной. При включении данных ступеней в общий звукоряд лада, обнаруживается тритон между «мелодическим звуком» и III ступенью.

### Внутритональная хроматика
Мажорно-минорная тональность допускает существование недиатонических вариантов своих неустойчивых ступеней; часть таких вариантов, изменяющая соотношение между тонами тонического трезвучия и соседними неустойчивыми звуками с целотонового на полутоновое (то есть вводнотоновое), составляет сферу внутриладовой альтерации. В мажоре альтерированные тритоны (увеличенные кварты) строятся на I ступени (с использованием IV+), II− ступени, VI ступени (с использованием II+), их обращения — на IV+, V (с использованием II−) и II+ ступенях соответственно. В миноре альтерированные тритоны (увеличенные кварты) строятся также на I и II− ступенях и на IV− ступени, их обращения — на IV+, V, VII ступенях соответственно.

### Доминантовые и субдоминантовые тритоны
Построенные на IV и VII ступенях в натуральном мажоре и на IV и VII повышенной ступенях в гармоническом миноре тритоны называются доминантовыми, так как эти ступени входят в состав доминантсептаккорда. Звуки доминантовых тритонов разрешаются по ладовому тяготению: увеличенная кварта разрешается в тоническую сексту, уменьшённая квинта — в тоническую терцию.
Субдоминантовые тритоны строятся на II и VI пониженной ступенях в гармоническом мажоре и на II и VI ступенях в натуральном миноре, так как являются звуками септаккорда II ступени. При разрешении тритонов, содержащих II ступень, последняя переходит не в тонику, а в III ступень, чтобы избежать нежелательного в двухголосии параллельного движения квинтами или квартами.
Будучи ярким и остро тяготеющим интервалом, тритон часто используется для подчёркивания важных моментов композиции, в том числе при переходе в другие тональности.
Примеры тритонов:
c-fis, d-gis, e-ais, f-h, g-cis, a-dis, h-eis

## Акустика
Частоты звуков тритона по-разному соотносятся в разных строях. В пифагорейском строе увеличенная кварта обладает соотношением 729:512, а уменьшённая квинта (комматический тритон) — 1024:729. В равномерно темперированном строе соотношение всегда {\displaystyle {\sqrt {2}}:1}.

## Исторический очерк
В истории западной Европы начиная со времён григорианской монодии многие теоретики музыки в своих классификациях интервалики («диастемологиях») оставляли тритон без внимания. В практических руководствах по композиции начиная с позднего средневековья до эпохи барокко включительно мелодический тритон в прямом движении (например, f-g-a-h) был запрещён.
В российском музыкознании закрепилась точка зрения, что именно средневековью обязано известное метафорическое обозначение тритона как «диавола в музыке» (лат. diabolus in musica). Например, Б. Л. Яворский ещё в начале XX века писал:

Среди двенадцати звуковых отношений есть одно — основное, в зависимости от которого находятся все остальные отношения — это отношение звуков на расстоянии шести полутонов (уменьшенная квинта, увеличенная кварта, тритон, средневековое diabolus in musica).— Строение музыкальной речи. М., 1908, с. 5-6
«Дьявольскому» тритону посвятил пассаж и классик советского музыкознания Б. В. Асафьев в своей монографии «Музыкальная форма как процесс» (1940-е годы):

…консервативно-обывательский слух мещан средневековья мог бояться этого «музыкального дьявола» не менее, чем в наше время музыки «Sacre» Стравинского или его «Свадебки», интеллектуализма Шёнберга, «скифства» С. Прокофьева и т. д.— Музыкальная форма как процесс. Кн. 2. Л.: Музыка, 1971, с. 242
В действительности, выражение diabolus in musica регистрируется впервые только в XVIII веке, в трактате А. Веркмейстера «Музыкальная гармонология» (1702), причём «дьявольская» метафора у Веркмейстера относилась не только к «мерзкому» (garstig) тритону, но и к хроматическому полутону (апотоме). И. Д. Хайнихен в трактате «Генерал-бас в музыкальной композиции» (1728) вслед за Веркмейстером относит выражение diabolus in musica не к тритону, а к хроматическому полутону, а точнее к уменьшённой и увеличенной октаве: «Если древние обычно говорили Mi напротив Fa — это дьявол в музыке, то можно ещё с большим основанием сказать: Увеличенная и уменьшённая октавы — это два дьявола в музыке». 
В 1725 году diabolus in musica (с той же негативной коннотацией) отмечается в знаменитом трактате И. Й. Фукса «Gradus ad Parnassum», а в 1753 году — в «Трактате о фуге» Ф. В. Марпурга. 
Некоторым учёным — примерно в то же время — квалификация тритона как «недопустимого» диссонанса казалась архаичной. И. Маттезон в 1739 году писал: «Современный опытный композитор, пожалуй, рассмеётся, если ему сказать, что старинные сольмизаторы этот милый интервал называли mi contra fa, или чёртом в музыке. Полагаю, так было во времена ведьм».

## Примеры звучания
| C-Fis Восходящая последовательность Помощь по воспроизведению файла | C-Ges Нисходящая последовательность Помощь по воспроизведению файла |